# 振兴路站 (南通市)
振兴路站是南通轨道交通1号线的地铁车站，位于中华人民共和国江苏省南通市崇川区通盛大道与振兴东路交叉口地下，为1号线南端终点站，亦是南通轨道交通最南端车站，于2022年11月10日开通。

## 车站结构
振兴路站沿通盛大道设置，呈南北走向，车站长470米，宽18.3米，为地下二层岛式站台车站。车站地下一层为站厅层，地下二层为站台层。车站南侧设置两条存车线，供1号线车辆停放折返使用。
| 地面              | 出入口 | 1-4出入口                                                                               |
| 地下一层          | 站厅   | 客服中心、自动售票机、验票机                                                            |
| 地下二层          | 站台层 | \| \| \| 1号线往平潮（航运学院） \| \| 島式 · 開左邊车门 \| \| \| \| \| \| 1号线落客 \| |
|                   |        | 1号线往平潮（航运学院）                                                                 |
| 島式 · 開左邊车门 |        |                                                                                         |
|                   |        | 1号线落客                                                                               |

## 车站出口
振兴路站共设4个出口，各出口及周围设施如下所示：
| 编号                | 周边信息                                                                   | 照片          | 无障碍设施 |
| ------------------- | -------------------------------------------------------------------------- | ------------- | ---------- |
| 1 · 出口 · （设有） | 振兴东路，通盛大道，星盛路，广贤路，星盛花园，星润花园，长新花苑，万和家园 | 振兴路站1号口 |            |
| 2 · 出口            | 振兴东路，通盛大道，育贤路，广贤路，江苏航运职业技术学院，南通市天星湖中学 | 振兴路站2号口 | 不適用     |
| 3 · 出口            | 通盛大道，振兴东路，新景路，集贤路，中港翡翠城                             | 振兴路站3号口 | 不適用     |
| 4 · 出口            | 通盛大道，振兴东路，新景路，集贤路，通盛花苑                               | 振兴路站4号口 | 不適用     |
| 图例： 设有         |                                                                            |               |            |

## 接驳交通

### 公交车
- 振兴路地铁站：M5路，D21路
- 振兴路新景路东：D1路，D21路，58路，82路，96路
- 天星湖中学：D1路，M5路，25路，27路，28路

## 车站历史
- 2022年11月10日，随1号线一期工程通车一同开通[1]。